# Stimmkreis Miltenberg
Der Stimmkreis Miltenberg ist einer von rund 90 Stimmkreisen bei Wahlen zum Bayerischen Landtag und zu den Bezirkstagen sowie bei Volksentscheiden. Er gehört zum Wahlkreis Unterfranken.
Mindestens seit der Landtagswahl 2008 umfasst er den Landkreis Miltenberg.

## Landtagswahl 2023
Zur Landtagswahl 2023 traten folgende Parteien und Direktkandidaten im Stimmkreis Miltenberg an und erzielten folgende Ergebnisse:
| Nr. | Direktkandidat  | Partei       | Erststimmen in % | Gesamtstimmen in % |
| --- | --------------- | ------------ | ---------------- | ------------------ |
| 1   | Martin Stock    | CSU          | 41,7             | 42,7               |
| 2   | Ansgar Stich    | GRÜNE        | 11,6             | 11,2               |
| 3   | Thomas Zöller   | Freie Wähler | 16,0             | 13,8               |
| 4   | Ramona Storm    | AfD          | 16,1             | 16,7               |
| 5   | Samuel Herrmann | SPD          | 8,1              | 8,8                |
| 6   | Nicole Pfeffer  | FDP          | 2,5              | 2,7                |
| 7   | Andreas Adrian  | LINKE        | 1,4              | 1,3                |
| 8   | Harald Nagel    | BP           | 0,6              | 0,6                |
| 9   | Wolfgang Winter | ÖDP          | 1,2              | 1,3                |
| 10  | Franz Bachmann  | dieBasis     | 0,9              | 1,0                |

## Landtagswahl 2018
Im Stimmkreis waren insgesamt 95.271 Einwohner wahlberechtigt. Die Landtagswahl am 14. Oktober 2018 hatte folgendes Ergebnis:
| Direktkandidat    | Partei           | Erststimmen in % | Gesamtstimmen in % | Veränderung der Gesamtstimmen im Vergleich zur Landtagswahl 2013 in % |
| ----------------- | ---------------- | ---------------- | ------------------ | --------------------------------------------------------------------- |
| Berthold Rüth     | CSU              | 39,0             | 39,7               | − 7,8                                                                 |
| Jörg Pischinger   | SPD              | 10,2             | 10,7               | − 8,2                                                                 |
| Bernd Schötterl   | Freie Wähler     | 13,8             | 13,0               | + 0,5                                                                 |
| Joachim Schneider | GRÜNE            | 14,7             | 14,0               | + 6,7                                                                 |
| Frank Zimmermann  | FDP              | 5,2              | 5,2                | + 0,6                                                                 |
| Georg Liebl       | LINKE            | 3,2              | 3,1                | + 1,2                                                                 |
| Christian Fieger  | BP               | 1,2              | 1,0                | − 0,1                                                                 |
| Wolfgang Winter   | ÖDP              | 1,2              | 1,4                | - 1,1                                                                 |
| -                 | PIRATEN          | -                | 0,2                | − 1,6                                                                 |
| -                 | Die Franken      | -                | 0,2                | − 0,3                                                                 |
| Daniela Mahler    | AfD              | 10,1             | 10,2               | + 10,2                                                                |
| -                 | mut              | -                | 0,1                | + 0,1                                                                 |
| Pascal Schnatz    | Die Partei       | 1,4              | 1,2                | + 1,2                                                                 |
| -                 | Tierschutzpartei | -                | 0,4                | + 0,4                                                                 |
| -                 | V-Partei³        | -                | 0,1                | + 0,1                                                                 |

## Landtagswahl 2013
Die Wahlbeteiligung der 96.113 Wahlberechtigten im Stimmkreis betrug 62,6 Prozent, bei einem Landesdurchschnitt von 63,9 Prozent war dies Rang 53 unter den 90 Stimmkreisen. Das Direktmandat ging an Berthold Rüth (CSU).
| Direktkandidat      | Partei       | Erststimmen | Gesamtstimmen | Gesamtstimmen ggü. Bayern (%p) | Gesamtstimmen ggü. 2008 (%p) |
| ------------------- | ------------ | ----------- | ------------- | ------------------------------ | ---------------------------- |
| Berthold Rüth       | CSU          | 46,3 %      | 47,5 %        | −0,2 %                         | +2,8 %                       |
| Thorsten Meyerer    | SPD          | 19,4 %      | 18,8 %        | −1,8 %                         | +2,0 %                       |
| Bernd Schötterl     | FREIE WÄHLER | 12,2 %      | 12,6 %        | +3,6 %                         | −0,9 %                       |
| Hannelore Kreuzer   | GRÜNE        | 6,9 %       | 7,4 %         | −1,2 %                         | +1,0 %                       |
| Heinz Linduschka    | FDP          | 6,3 %       | 4,6 %         | +1,3 %                         | −3,6 %                       |
| Georg Liebl         | DIE LINKE    | 2,2 %       | 1,9 %         | −0,2 %                         | −2,0 %                       |
| Steffen Scholz      | ÖDP          | 1,9 %       | 2,0 %         | +0,0 %                         | −1,2 %                       |
| Walter Goebel       | REP          | 1,6 %       | 1,7 %         | +0,7 %                         | +0,2 %                       |
| Markus Soder        | BP           | 1,3 %       | 1,2 %         | −0,9 %                         | +1,1 %                       |
| Kein Direktkandidat | DIE FRANKEN  | X           | 0,5 %         | X                              | X                            |
| Uwe Lührmann        | PIRATEN      | 1,9 %       | 1,8 %         | −0,2 %                         | X                            |

## Landtagswahl 2008
Wahlberechtigt waren bei der Landtagswahl 2008 96.322 Einwohner. Die Wahlbeteiligung betrug 56,4 %. Die Wahl hatte folgendes Ergebnis:
| Direktkandidat              | Partei                | Erststimmen in % | Gesamtstimmen in % | Veränderung der Gesamtstimmen im Vergleich zur Landtagswahl 2003 in % |
| --------------------------- | --------------------- | ---------------- | ------------------ | --------------------------------------------------------------------- |
| Berthold Rüth               | CSU                   | 45,3             | 44,7               | - 17,2                                                                |
| Thorsten Meyerer            | SPD                   | 18,1             | 16,8               | - 3,4                                                                 |
| Wayne Lassiter              | Bündnis 90/Die Grünen | 5,8              | 6,4                | + 0,3                                                                 |
| Bernd Schötterl             | Freie Wähler          | 13,1             | 13,5               | + 11,1                                                                |
| René Wendland               | FDP                   | 8,0              | 8,2                | + 4,0                                                                 |
| Thomas Kern                 | REP                   | 1,6              | 1,5                | - 0,9                                                                 |
| Steffen Scholz              | ödp                   | 2,8              | 3,2                | + 0,7                                                                 |
| -                           | BP                    | -                | 0,1                | + 0,1                                                                 |
| Georg Liebl                 | Die Linke             | 4,1              | 3,9                | + 3,9                                                                 |
| Volker Ernst Jakob Cigelski | NPD                   | 1,4              | 1,3                | + 1,3                                                                 |
| -                           | RRP                   | -                | 0,4                | + 0,4                                                                 |